# Paeonia cathayana
Paeonia cathayana är en pionväxtart som beskrevs av Hong De-Yuan och K.Y.Pan. Paeonia cathayana ingår i släktet pioner, och familjen pionväxter. Inga underarter finns listade i Catalogue of Life.